# L'Entrée du Christ à Bruxelles (nouvelle)
L'Entrée du Christ à Bruxelles est une nouvelle d'Amélie Nothomb parue sous la forme d'un ouvrage de petit format (145 mm × 105 mm, une cinquantaine de pages) édité par Albin Michel et couplé au numéro 3053 du 5 juillet 2004 du magazine Elle.

## Autour de la nouvelle
- Sur la quatrième de couverture on peut lire : « La jeunesse ne réussit pas à Salvator », « À 20 ans [il était] préoccupé de lui-même jusqu'à la démangeaison [...] ».
- Au cours de l'histoire, le personnage principal, Salvator, s'arrête devant le tableau L'Entrée du Christ à Bruxelles de James Ensor dans un musée bruxellois, d'où le titre de la nouvelle.